# Хейит, Абдурахим
Абдурехим Хейит (род.ок.1963/64) — уйгурский поэт и музыкант. Был известен своими выступлениями на дутаре , двухструнном традиционном инструменте. Уйгурский народ является тюркоязычной группой, и представитель министерства иностранных дел Турции назвал Хейита «выдающимся поэтом»..

## Биография
Изучал музыку в Пекине и выступал с национальными художественными труппами в Китае. Около 2010 года был арестован и заключён в тюрьму, как сообщается, после исполнения песни «Отцы», основанной на традиционной уйгурской поэме, призывающей молодые поколения уважать жертвы своих предков и содержащей ссылку на «мучеников войны». По сообщениям, отбывал восьмилетний срок в китайском «лагере перевоспитания» для уйгуров

## Сообщения о смерти
В начале февраля 2019 года появились сообщения о смерти Хейита в Урумчи после пыток. Его смерть не была официально подтверждена, однако сообщения привели к тому, что министерство иностранных дел Турции выразило протест против обращения с уйгурами в Синьцзян-Уйгурском автономном районе КНР. В заявлении Турции говорится о «нарушениях прав человека» и осуждается «политика ассимиляции, проводимая китайскими властями» в отношении тюрков-уйгуров это большой позор для человечества "..
10 февраля китайские государственные СМИ опубликовали видеозапись человека, похожего на Хейита. Мужчина сказал, что у него «хорошее здоровье» и что он «находится в процессе расследования по обвинению в нарушении национальных законов». Уйгурский проект по правам человека, поставил подлинность видео под сомнение.

## Международная реакция
МИД Турции обвинил Китай в том, что он удерживает уйгуров в «концентрационных лагерях». Китай ответил, что комментарии Турции «абсолютно неприемлемы»..